# Zhao Mo
Zhao Mo (chinesisch 趙眜 / 赵眜, Pinyin Zhào Mò, Jyutping Ziu6 Mut6; viet. Triệu Mạt), offizieller Titel Wen Wang (文王,  Wén Wáng, Jyutping Man4 Wong4; viet. Văn Vương „König Wen“), war der zweite Herrscher des Reiches Nan-Yue / Nanyue (viet. Nam Việt) und Enkel des Reichsgründers Zhao Tuo (der seine Söhne überlebt hatte). Wen regierte seit 137 v. Chr., geriet aber zunehmend unter den Einfluss des Han-Kaisers Wu (viet. Hán Vũ Đế). Er starb 122 v. Chr. und das Reich endete als eine Provinz von Han Wudi im Jahr 111 v. Chr.

## Grabanlage

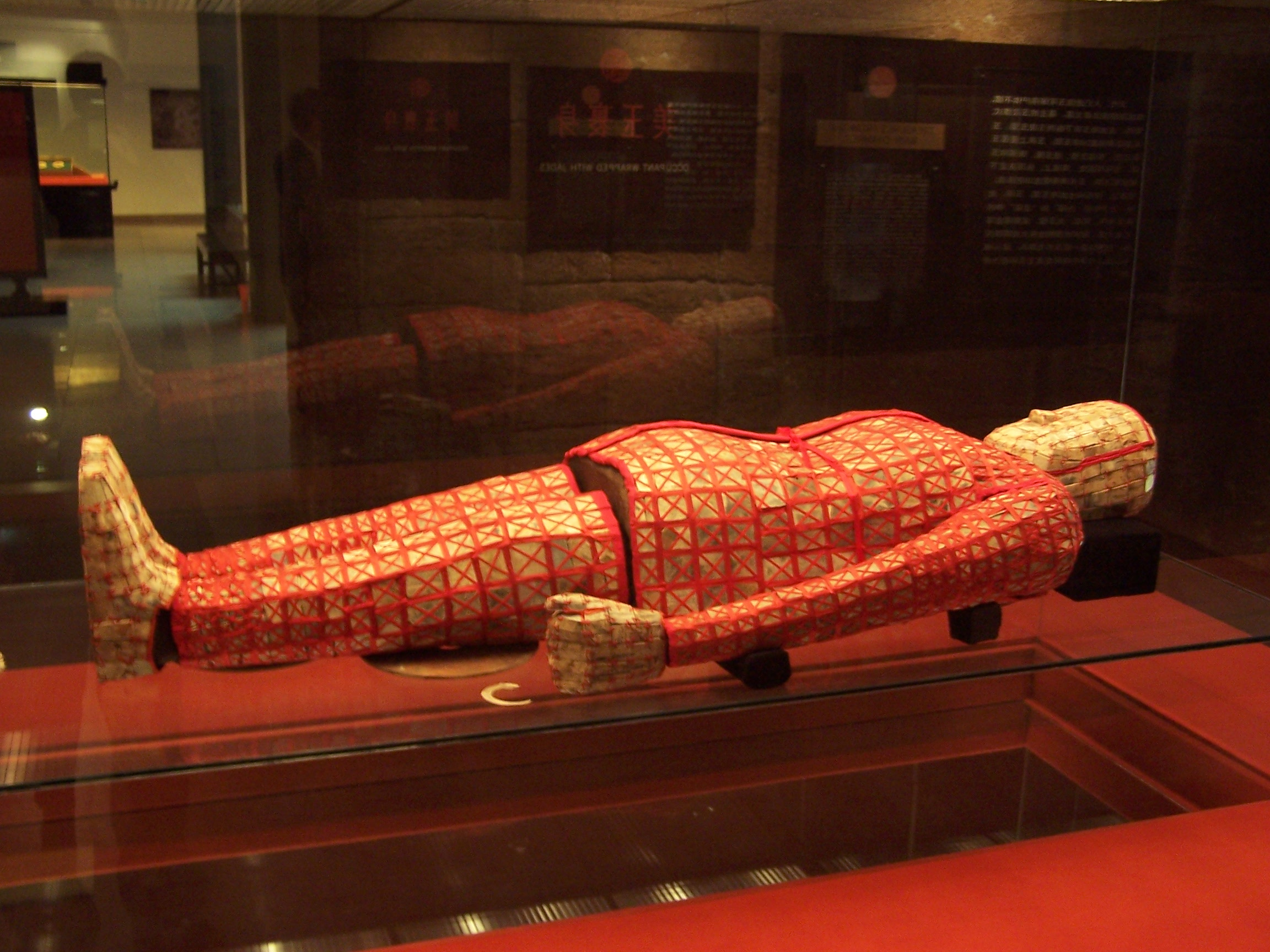
Jade-Totenkleid (玉衣 / Yuyi) im Museum des Nanyue-Königs aus der Zeit der Westlichen Han in Guangzhou / Kanton

Das Grab des Zhao Mo wurde 1983 entdeckt, knapp 20 Meter unter dem „Elefantenhügel“, auch Xiànggǎng Shān bzw. Xiànggǎng (象崗山 / 象岗山, Jyutping Zoeng6 gong1 Saan1 bzw. 象崗 / 象岗) genannt, in Kanton auf einer Baustelle für ein Hotel. Das Grab ist 10,85 Meter lang und 12,43 Meter breit. Es ist in 7 Teile unterteilt: eine Vorkammer, östlicher und westlicher Flügel, die Hauptsargkammer, östliche und westliche Nebenkammer und eine hintere Kammer (Stauraum). Im Grab wurden über 1000 Beigaben gefunden, zu den entdeckten Funden gehörten ein Streitwagen, goldene und silberne Gefäße, Musikinstrumente (darunter ein Chinesisches Glockenspiel und ein Klangsteinspiel), ein vollständig erhaltenes Jadegewand (玉衣,  yùyī, Jyutping juk6 ji1), dessen Jadeplättchen mit Seidenfäden verknüpft wurden und 15 Menschenopfer als Dienerschaft, die während des Todes lebendig mit ihm begraben wurden. Es ist auch das einzige Steinkammergrab der Westlichen Han-Dynastie mit Wandmalereien.

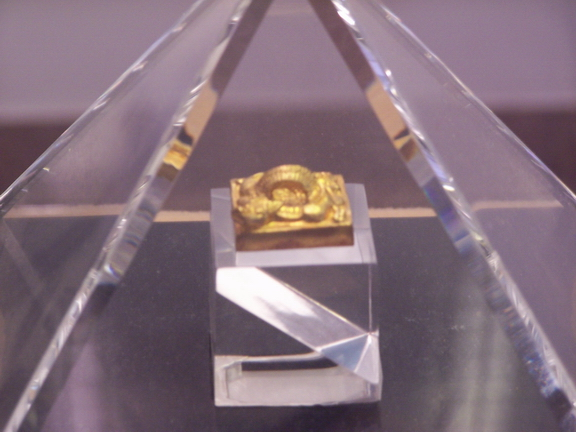
Goldenes Siegel aus dem Grab des Zhao Mo

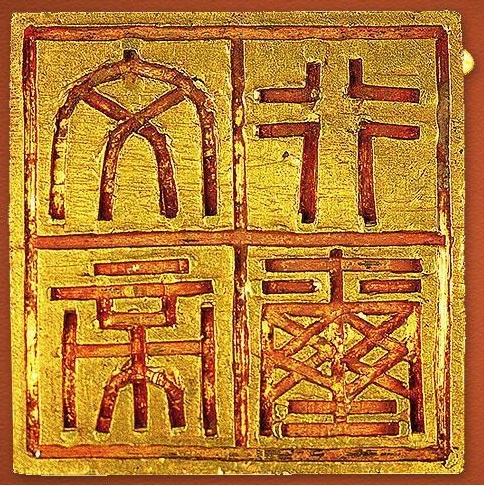
Goldenes Siegel (文帝行璽)

Das Grab beherbergte auch das älteste in einem chinesischen Grab entdeckte „kaiserliche Siegel“, Xi genannt (璽 / 玺,  xǐ, Jyutping saai2), mit dem Namen „Zhao Mo“; es erklärt den herrschaftlichen Leichnam zum „Kaiser Wen“ (文帝,  Wéndì, Jyutping man4 dai3; viet. Văn Đế). Das „kaiserliche Siegel des Wendi“ (文帝行璽 / 文帝行玺,  Wéndì Xíngxǐ, Jyutping Man4 dai3 Hang4 saai2) zeigt dadurch an, dass er sich auf der gleichen Rangstufe wie den Han-Herrscher sah.
Das Museum des Königs von Nanyue aus der Zeit der Westlichen Han-Dynastie (engl. Museum of the Western Han Dynasty Mausoleum of the Nanyue King) auf der Jiefang road befindet sich auf der Grabstätte von König Wen.